# Bauernlineal

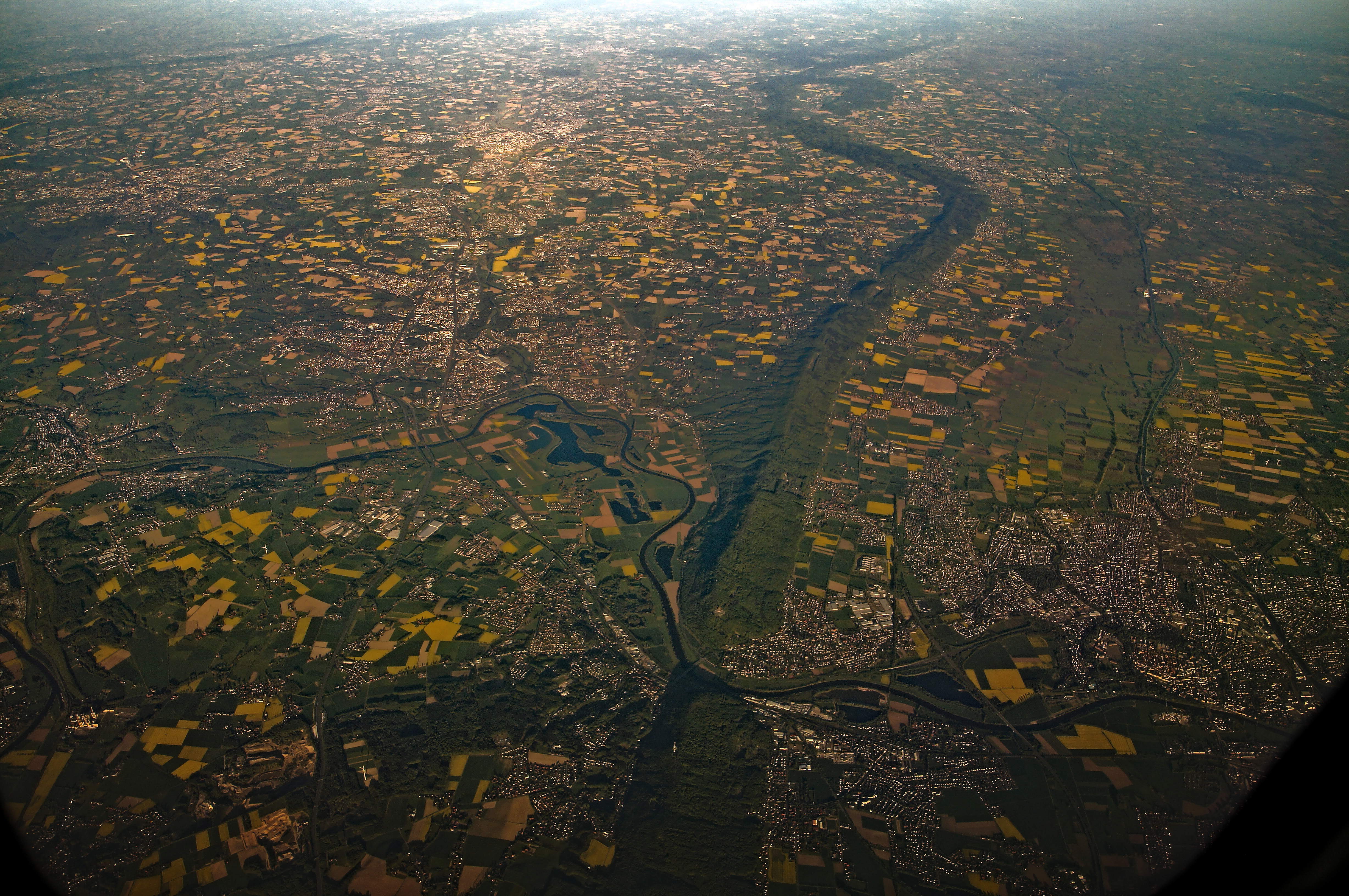
Schrägluftbild des östlichen Wiehengebirges und Teile des Wesergebirges mit Blick nach Westen. Der Höhenzug quert markant das Mindener und Lübbecker Land

Bauernlineal ist eine umgangssprachliche Bezeichnung aus der Fliegersprache. Wenn Flugmaschinen auf Sicht fliegen und sich an markanten linearen Strukturen wie einem Fluss, einer Autobahn, einem kammartigen Mittelgebirge wie etwa dem Wiehengebirge orientieren, spricht man vom Bauernlineal.
Aber auch außerhalb der Fliegersprache beschreibt der Begriff geographische Marken, die zur Orientierung bzw. Zurechtfindung im Gelände benutzt werden. Im Kreis Minden-Lübbecke z. B. ist das oben genannte Wiehengebirge mit seiner Verlängerung, dem Wesergebirge, die den Landkreis von Osten nach Westen in relativ gerader Linie queren, eine gern genutzte Orientierungshilfe, um schnell zu erkennen, wo man sich im Kreisgebiet befindet, z. B. wenn man mit dem Auto eine bis dahin unbekannte Straße befährt.
Im Militär werden Bauerlineale (Straßen, Waldränder, Kanäle, Flussläufe, Höhenrippen, auch Hochspannungsleitungen) gerne in der Taktik genutzt, um Grenzen von Verantwortungsbereichen (AOO), Ablauflininen (SL, VRF usw.), Feuereröffnungslinien einfach im Gelände erkennen zu können.